# A paso de cojo
A paso de cojo es una película de comedia mexicana de 1980, dirigida por Luis Alcoriza a partir de un guion que escribió con Antonio Monsell.

## Argumento
Durante la Guerra Cristera un grupo de minusválidos motivados por el cura del pueblo se unen a la lucha formando un batallón. Sin embargo, en lugar de realizar actos heroicos, terminan cometiendo crímenes por los poblados en los que van pasando.

## Reparto
- Luis Manuel Pelayo
- Bruno Rey
- Julio Lobato
- Carmen Salinas
- René Ruiz
- Roberto Guzmán
- Rebeca Silva
- Gabriel Retes
- Roger López
- Noé Murayama

## Recepción

### Crítica
De acuerdo a los críticos de la época, A paso de cojo es un film que podría convertirse en la segunda obra más controvertida del autor, después de Mecánica nacional. Tiene la habilidad de recrear el humor negro, haciéndolo interesante y bastante digno.